# Eric Gates
Eric Lazenby Gates (Ferryhill, 28 giugno 1955) è un ex calciatore inglese.

## Carriera

### Club
In carriera ha segnato 124 reti fra i professionisti.
Vanta la vittoria della Coppa UEFA 1980-1981 e della FA Cup 1977-1978 indossando la maglia dell'Ipswich Town.

### Nazionale
Ha debuttato nella Nazionale maggiore inglese nel 1980 giocandovi due partite.

## Palmarès
- Coppa d'Inghilterra: 1

Ipswich Town: 1978
- Coppa UEFA: 1

Ipswich Town: 1980-1981
- Third Division: 1

Sunderland: 1987-1988